# Valejas
Valejas é uma povoação das freguesias de Barcarena e Carnaxide e Queijas, em Oeiras. Situada no vale encaixado do rio Jamor, raiz do seu topónimo, apresenta um desenvolvimento linear ao longo da Rua José Basaliza, tendo 1 142 habitantes.
Fica no vale do rio Jamor e é dividida por duas freguesias, a margem esquerda do rio pertence a Carnaxide e a margem direita a Barcarena. Os registos mais antigos que se conhecem sobre o local remontam a D. Afonso III, quando o rei fez o aforamento da lagoa, hoje desaparecida. Durante esse reinado, o lugar passaria a integrar a vila de Barcarena, e mais tarde, em 1335, D. Afonso IV dá de foro uma azenha.

## Património
- Igreja de São Bento, de 1763
- Fonte de São Bento, de 1775

## Associações
- Valejas Atlético Clube